# Leucostoma brasilianum
Leucostoma brasilianum är en tvåvingeart som först beskrevs av Townsend 1938.  Leucostoma brasilianum ingår i släktet Leucostoma och familjen parasitflugor. Inga underarter finns listade i Catalogue of Life.